# St. Stephen (Minnesota)
St. Stephen è una città degli Stati Uniti d'America, situata in Minnesota, nella contea di Stearns.